# ニューパルサーEvolution
『ニューパルサーEvolution』 (NEW PULSAR Evolution) は、2008年5月に山佐から発売されたパチスロ（5号機）。

## 概要
基本的には前作の『ニューパルサーV』同様、これまでの『ニューパルサー』を踏襲している。以下、『ニューパルサーV』との異なる点を述べる。
- 設定が6段階である。
- ボーナス確率がアップし、機械割もアップしている。
- BIG及びREG中に目押しすることで獲得枚数をアップすることができる。BIGの最大獲得枚数は333枚で、パネルや蛙図柄にも333と大きく表記してある。
- ニューパルサーシリーズで初のボーナス告知機能がついている。ボーナス成立後数ゲーム消化でランプでボーナスの種類も告知される。
- 4thリールに緑BAR図柄を狙って停止ボタンを長押し（0.5秒）し、離した瞬間にボーナスが成立していればリールが光るフラグチェック機能も搭載している。なお、ボーナスフラグ成立ゲームでは光らない。
- ボーナスは、従来と同様の単独当選の他に、チェリー重複による当選が新たに追加された。チェリー重複の場合、フラグが成立したゲームでは、3rdリールまではリーチ目もしくはボーナス図柄揃いが、4thリールにチェリーが出るといったリール制御になっている。3rdリールまでは基本的に成立したボーナス図柄が揃う制御になっているが、BARが揃ってチェリーが払い出された場合は、成立しているフラグがBIGであることもある。
- これまでの2ndリールにあるBARの内、3つが白（透明）BARに変更されている。リーチ目等には影響されない。
- ボーナスを揃える際に4thリールも目押しが必要である。

## 派生機種
本機をベースとした派生機種がいくつか作られたが、いずれも山佐の直営店・エンドレスへの設置にとどまり、一般発売はされていない。

### ニューパルサーRED
本機と『ニューパルサーV』の間に存在する機種。ボーナス中に技術介入の余地がある点や6段階設定、ボーナスを揃える際に4thリールに目押しが必要、フラグチェック機能、4thリールの配列など『ニューパルサーEvolution』と似ている点がいくつかある。

### パルサー402
『ニューパルサー3』の後に存在する機種。機種名にもあるようにビッグボーナスで最大402枚ものメダルを獲得できる。その一方、レギュラーボーナスでは69枚と少なく、ビッグとレギュラーで獲得枚数に大きな差がつけられている。
また、ただのスペック違いではなく、各リールの絵柄配置が変更されている。4thリールには『ビッグパルサー』のパネルがデザインされた絵柄が存在する

### キャプテンパルサー
『パルサー402』の後に存在する機種。4thリールにPulsar図柄と蛙の図柄が並んでおり、どちらが揃うかでボーナスの獲得枚数に違いがあるが、特筆すべきは1～3リールにBARが揃っても4thリールが蛙の場合はBIGボーナスになる。各リールの絵柄配置も若干変更されている。
なお2013年5月に同名の機種（パルサーシリーズ初のART機となる）が登場しているが、本機種とは別のもの。

### パルサーワン
パチスロ史上初めて設定が1段階だけしかない機種。ビッグボーナスは、最大獲得枚数447枚と224枚の2種類ある。